# Teichmannbrug
De Teichmannbrug is een dubbele liggerbrug over spoorlijnen 25, 27 en 28 in Brussel. De brug ligt net ten zuiden van het station Schaarbeek.
De huidige trambrug werd gebouwd in 1981 en bestaat uit 4 stalen overspanningen van verschillende lengte met een grootste overspanning van 49,6 m. De trambrug heeft een lengte van 155 m en een breedte van 7,85 m. De trambrug is ook een brug voor zwaar uitzonderlijk vervoer, geschikt voor transporten tot 450 ton. De Brusselse tramlijn 7 volgt grotendeels de R21 en rijdt over de Teichmannbrug.
De huidige wegbrug werd gebouwd in 1987 en bestaat uit 4 overspanningen van verschillende lengte, met een grootste overspanning van 51,7 m. De brug heeft een lengte van 175 m en een breedte van 43,1 m. De wegbrug is iets langer omwille van de schuine stand van de bruggen ten opzichte van de onderliggende sporen. De wegbrug maakt deel uit van de R21, de Middenring van Brussel.
Voor de bouw van de huidige bruggen stond er op dezelfde plaats een eerste brug die rond de eeuwwisseling werd gebouwd, bij de aanleg van de Lambermontlaan.